# Paul Laxalt
Paul Laxalt (Reno, 1922. augusztus 2. – McLean, 2018. augusztus 6.) amerikai politikus. Nevada kormányzója (1967–1971), szenátora (1975–1987).